# Elisabeth Andreassen

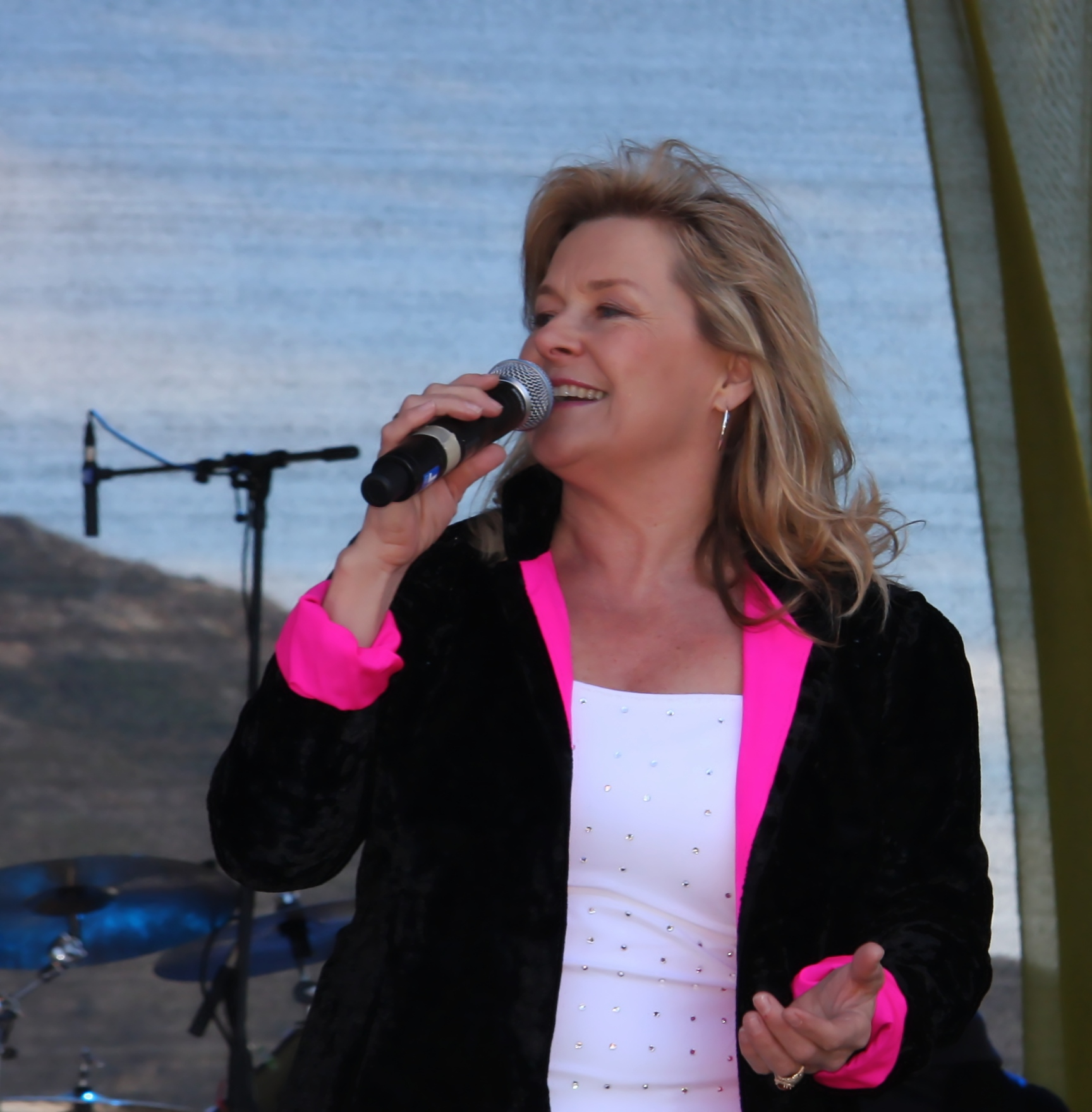
Elisabeth Andreassen

Elisabeth Gunilla Andreassen (Gotemburgo, 28 de março de 1958), também conhecida apenas como "Bettan"  é uma cantora sueca/norueguesa. Por ser filha de pais noruegueses tem dupla nacionalidade. Ela está ativa em muitos géneros musicais, como country music, schlager e musicais. Ela ficou famosa na Europa por ter vencido o Festival Eurovisão da Canção 1985, quando ela e Hanne Krogh participaram na banda Bobbysocks com o tema La det swinge, e venceu. Ela vive no bairro de Ullern, em  Oslo, Noruega com o seu marido e duas filhas. Elisabeth casou-se em  2 de julho de 1994, e até aí era conhecida como Elisabeth Andreasson.
O seu talento foi descoberto em 1979 pelo músico sueco Lasse Holm. Em 1980, juntou-se à banda Chips. Chips participou no Festival Eurovisão da Canção 1982 com a canção Dag efter dag (Dia após dia) que alcançou o oitavo lugar no certame.
Elisabeth Andreassen é uma cantora que agarrou vários géneros musicais. Ela tem cantado country, pop, rock, baladas e ópera. Ela toca três instrumentos musicais;  guitarra, piano e contrabaixo. Tem participado em diversos espetáculos musicais.
"Bettan" tem o recorde de ser a mulher com mais participações no Festival Eurovisão da Canção, empatada com Lys Assia. Ambas as cantoras participaram na referida competição por quatro vezes.

## Sucessos
- Då lyser en sol (1981)
- Killen ner' på Konsum svär att han är Elvis  (1981)
- Together Again (1981)
- God morgon  (Bom dia) (1981) (na banda Chips)
- Dag efter dag (Dia após dia) (1982) (na banda Chips)
- La det swinge   (as Bobbysocks)
- The Power of Love"/Ängel i natt (1985)
- Tissel Tassel (1985)
- Danse mot vår (1992)
- I evighet (Eternidadey) (1996) (Wir sind dabei) (1998)
- Pepita dansar (1997)
- Lys og varme (2001)
- Vem é dé du vill ha (2002) (como Kikki, Bettan & Lotta)

Elisabeth participou no Melodifestivalen (Suécia), Melodi Grand Prix (Noruega) e  Festival Eurovisão da Canção por 14 vezes e duas vezes foi apresentadora.

### Melodifestivalen
1981. Chips - "God morgon" (Good morning), 2ºlugar
1982. Chips - "Dag efter dag", 1.º lugar
1984. Elisabeth Andreassen - "Kärleksmagi", 6º lugar (último)
1990. Elisabeth Andreassen - "Jag ser en stjärna falla", sétimo lugar
2000. Apresentadora.
2002. Kikki, Bettan & Lotta - "Vem é dé du vill ha", 3º lugar

### Melodi Grand Prix
1985. Bobbysocks - "La det swinge", 1º lugar.
1992. Apresentadora, juntamente com Jahn Teigen
1994. Bettan & Jan Werner - "Duett", 1.º lugar
1998. Elisabeth Andreassen - "Winds of the Northern Sea", 2.º lugar
2003. Kikki, Bettan & Lotta - "Din hånd i min hånd", 4.º lugar

### Festival Eurovisão da Canção
1982. Chips - "Dag efter dag", oitavo lugar pela Suécia
1985. Bobbysocks - "La det swinge", primeiro lugar pela, Noruega
1994. Bettan & Jan Werner - "Duett", sexto lugar pela Noruega
1996. Elisabeth Andreassen - "I evighet", 2ºlugar pela Noruega

## Discografia

### Chips
- God morgon/It Takes More than a Minute (1981) - Single
- Having a Party (1982)
- Dag efter dag/Här kommer solen (1982) - Single
- 20 bästa låtar (1997) - compilação

### Kikki, Bettan & Lotta
- 20 år med oss - Vem é dé du vill ha (2002)
- Vem é dé du vill ha (2002) - Single
- Live från Rondo (2003)

### Solo
- Angel of the Morning (1981)
- I'm a Woman (1983)
- Elisabeth Andreasson (1985)
- Greatest Hits Vol. 2  (1985)
- Greatest Hits  (1986)
- Älskar, älskar ej (1988)
- Elisabeth (1990)
- Stemninger (1992 to 1994)
- Julestemninger (1993)
- Elisabeth Andreassens bästa 1981-1995 (1995)
- Eternity  (1996)
- Bettans jul (1996)
- Så skimrande var aldrig havet (1997)
- 20 bästa (1998)
- Kjærlighetsviser (2001)
- A Couple of Days in Larsville (2004)
- Short Stories (2005)